# Mathias Benzelstierna
Pour les articles homonymes, voir Benzelius.
Mathias Benzelius, anobli en 1747 sous le nom de Benzelstierna, né le 8 septembre 1713 à Lund, mort le 11 mars 1791 à Stockholm, est un fonctionnaire, parlementaire, éditeur de journaux et bibliophile suédois.

## Biographie
Mathias Benzelstierna est le fils de Jacob Benzelius (1683-1747) et de Catharina Edenberg, et ses deux parents sont des descendants de la famille Bure. Il étudie à l'université de Lund à partir de 1721, entre autres avec Carl von Linné (1707-1778) et Kilian Stobæus (1690-1742), et s'imprègne des idées du nouvel Âge de la liberté et des Lumières sur les sciences naturelles. Il se destine initialement à devenir médecin, mais choisit finalement la voie de la fonction publique. En 1734, il est nommé à la chancellerie du Roi, obtient son diplôme l'année suivante et est nommé secrétaire de la Commission des poids et mesures en 1737. À partir de là, Benzelstierna siège également à la Chambre du Conseil du Roi.
Intéressé par l'Histoire depuis ses années à Lund, Benzelstierna devint en 1740 chancelier et copiste de l'historiographe national Jacob Wilde (1679-1755). Comme son oncle Gustaf Benzelstierna (1687-1746) est bibliothécaire à la Bibliothèque royale, il a l'occasion de cultiver encore davantage cet intérêt. Il se consacre à l'écriture biographique et à la numismatique. C'est également cet intérêt pour l'Histoire qui le conduit en 1742 à un voyage d'étude à l'étranger, au cours duquel il achète des manuscrits et des pièces de monnaie.
Il est secrétaire du comité secret du parlement de 1740 à 1752 et se fait connaître par sa capacité à apaiser les conflits et à repousser les propositions irréfléchies. Il fait partie des Chapeaux.
En 1744, son père est nommé archevêque d'Uppsala, succédant à son frère Erik Benzelius le Jeune qui n'avait pas pu prendre ses fonctions avant sa mort. Mathias Benzel et ses frères et sœurs sont anoblis l'année même de la mort de leur père, en 1747, et prennent le nom de Benzelstierna. En 1753, Mathias Benzelstierna est nommé au poste de chancelier extraordinaire, et en 1759, au poste de chef des postes et devient secrétaire d'État titulaire. En tant que membre des Chapeaux, il est critiqué par les membres des Bonnets.
À partir de 1760, il publie Inrikes tidningar (journaux domestiques) pour compléter l'offre de journaux à Stockholm. En tant que chef des postes, il supervise ces journaux.
En 1786, il devient membre de l'Académie royale des sciences, membre honoraire de l'Académie royale des lettres et des antiquités le 20 mars de la même année et membre de la Société royale des sciences d'Uppsala. En 1788, il publie un article dans l'organe de l'Académie des sciences sur l'entretien de la maison et la gestion agricole pour réduire les effets des mauvaises récoltes et augmenter les rendements.
Benzelstierna ne s'est pas marié. Il reste surtout connu pour la Collection Engeström, une collection de pièces de monnaie, de livres et de manuscrits qu'il a léguée à son neveu Lars von Engeström (1751-1826). Il est enterré dans la tombe de la famille Edenberg dans l'église de Bälinge, près d'Uppsala.